# Friedrich Belthle

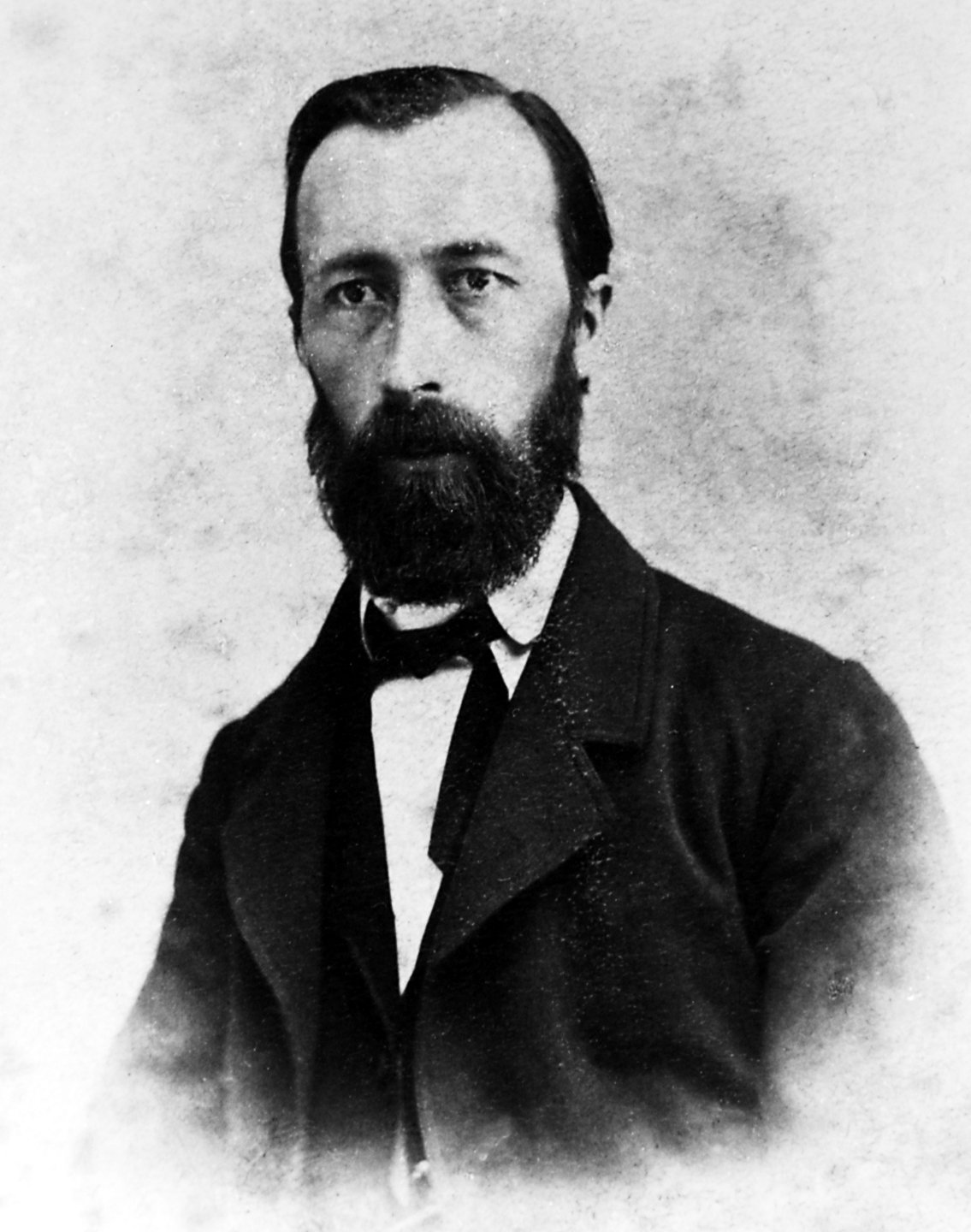
Friedrich Belthle

Christian Friedrich Belthle (* 27. Februar 1829 in Bebenhausen; † 9. Mai 1869 in Wetzlar) war ein deutscher Optiker und Mikroskophersteller in Wetzlar. Als Leiter des dortigen „Optischen Instituts“ war er Nachfolger von Carl Kellner und Vorgänger von Ernst Leitz I.
Belthle war vom 8. Februar bis 28. April 1855 in Kellners Werkstatt angestellt und nach Kellners Tod am 13. Mai wieder ab dem 20. Juni als Mechanikergehilfe. Am 6. Dezember 1855 heiratete er Kellners Witwe. Darauf verließ der von Kellner eingesetzte Werkstattleiter Ludwig Engelbert den Betrieb und Belthle übernahm auf Rechnung seiner Frau. Ernst Leitz wurde im Januar 1864 Mitarbeiter der Werkstatt und 1865 Teilhaber, aber Belthle leitete die Werkstatt bis zu seinem Tod, also für über 13 Jahre. In dieser Zeit hatte er im Durchschnitt neun Gehilfen und es wurden pro Jahr durchschnittlich 60 bis 70 Mikroskope produziert.

Mikroskope von Belthle. Aus Dippel, 1867.
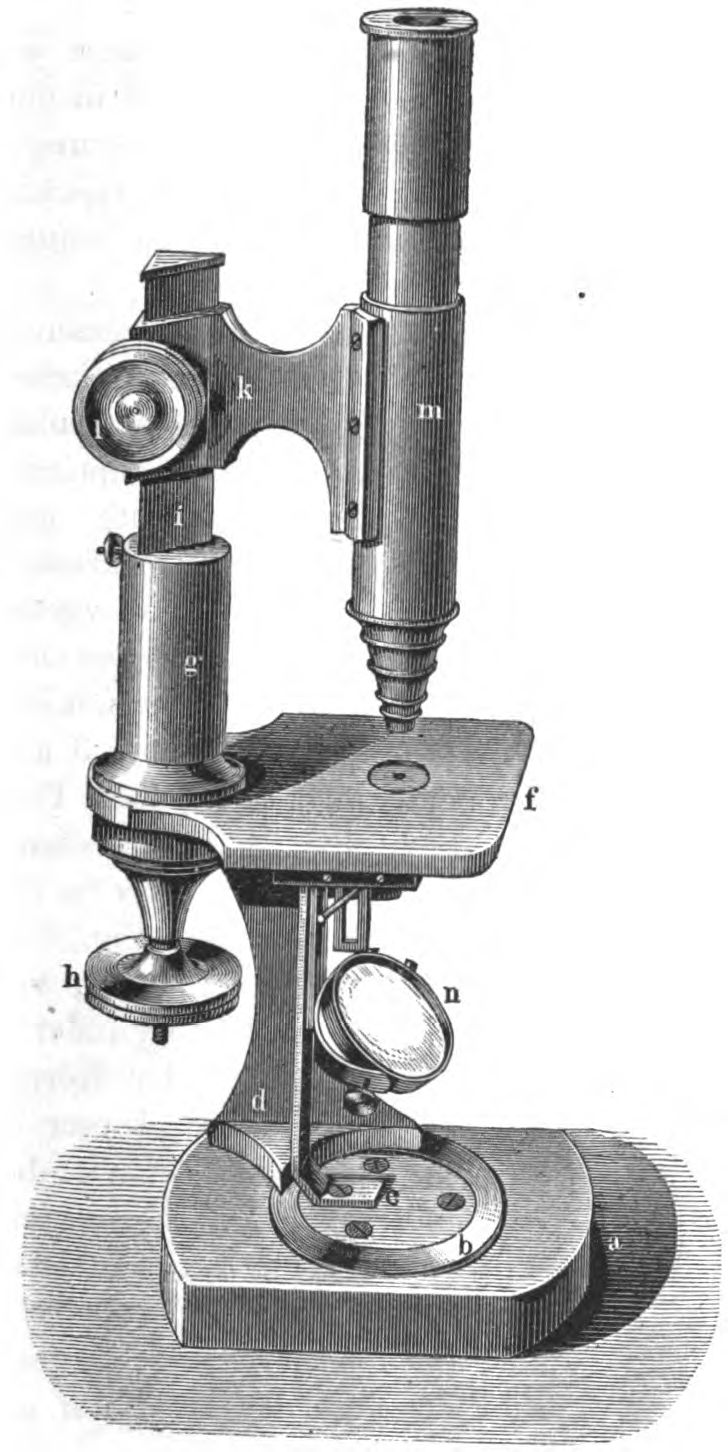
Großes Mikroskop
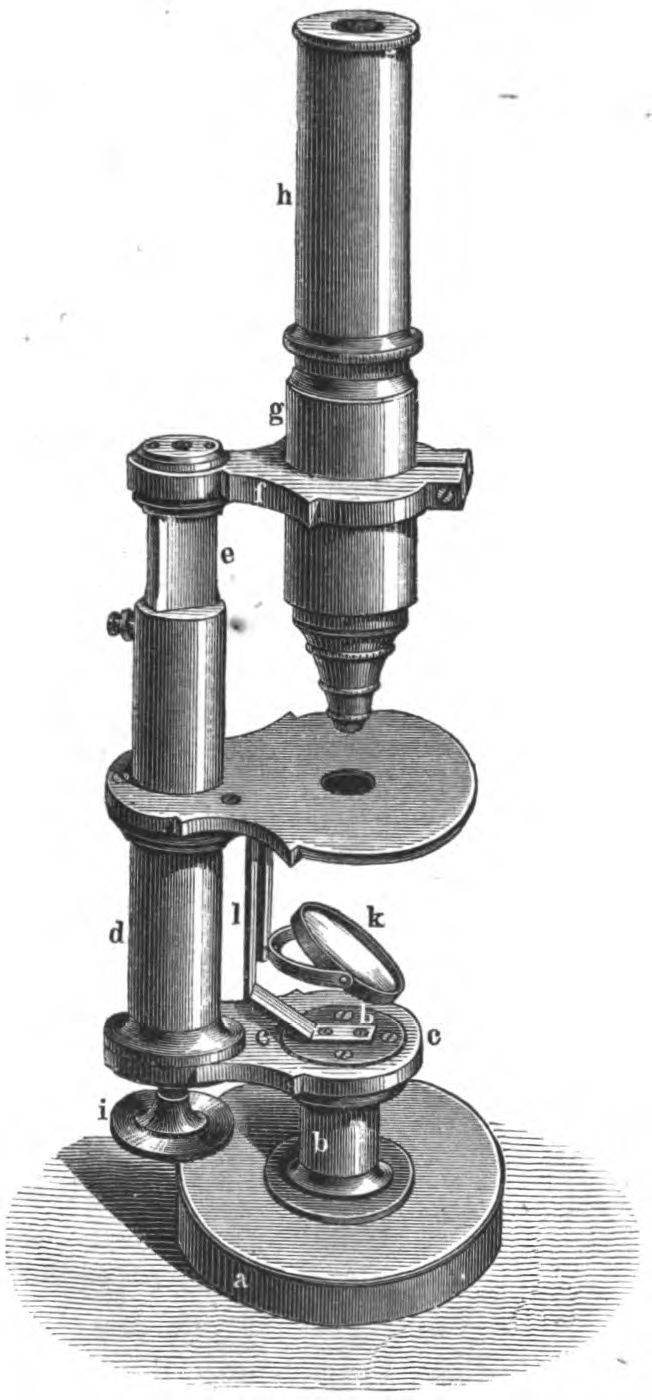
Kleines Mikroskop
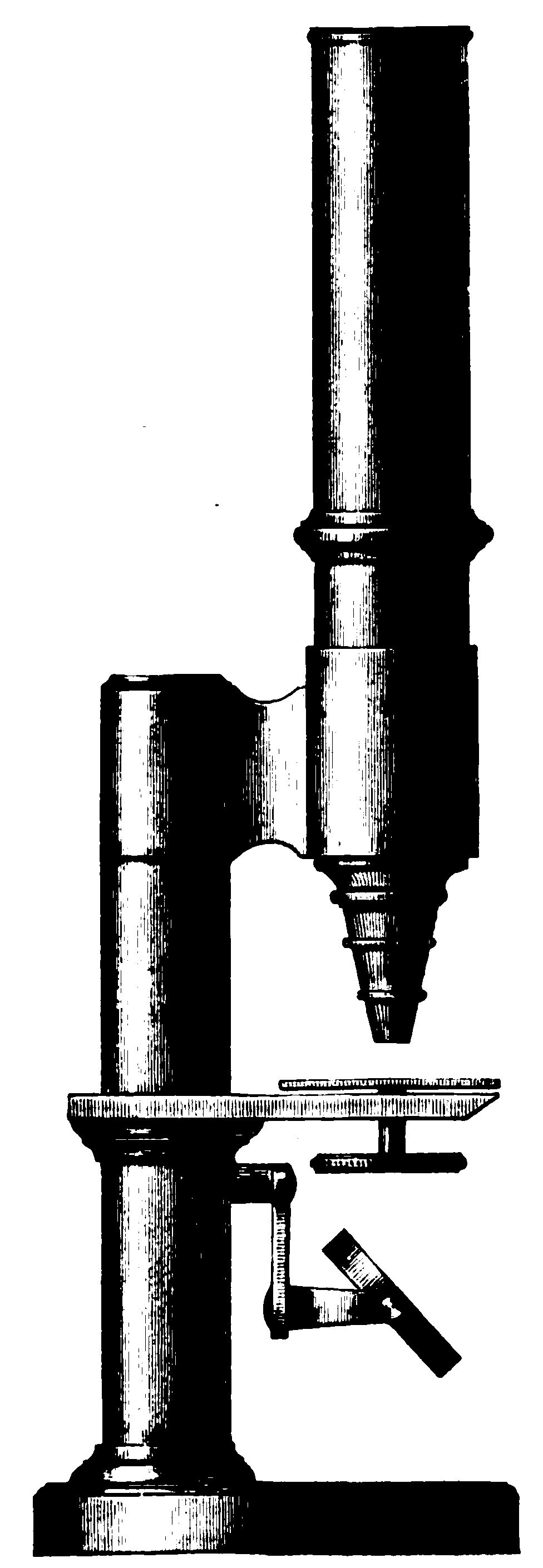
Kleinstes Stativ

Die Geräte des Vorgängers Carl Kellner hatten in Wissenschaftskreisen höchste Anerkennung gefunden. Bei jenen von Belthle wurden von Zeitgenossen die mechanischen Teile, die sogenannte Messingarbeit, als „vorzüglicher“ als jene von Kellner beschrieben, aber die optische Qualität wurde unterschiedlich beurteilt; von „den besten Kellnerschen beinah gleich“ und „…für die feineren histologischen Unteruchungen ausgezeichnet … von keinem der gleichstarken neueren Systeme übertroffen“ zu „stehen in der Schärfe und Klarheit des Bildes hinter jenen seines Vorgängers entschieden zurück“.
Trotz der guten Qualität der Mikroskope kam Belthle in finanzielle Schwierigkeiten. Von 1857 bis 1861 wurde daher Heinrich Friedrich Rexroth aus Umstadt Teilhaber, die Firma hieß in dieser Zeit ‚Belthle und Rexroth, vormals Carl Kellner‘. Ein weiterer Geldgeber war Moritz Heertz, Bankier in Wetzlar. Nachdem Rexroth den Betrieb verlassen hatte, stellte Rexroth telegraphische Anlagen her und betrieb die telegraphische Station in Wetzlar, bis diese 1872 in Staatsbesitz ging.
1866 stellte die Werkstatt die Rekordanzahl von 160 Mikroskopen her, der Jahresumsatz lag bei 5960 Talern. 1867 verließ das tausendste Mikroskop die Werkstatt. Danach brach der Umsatz jedoch ein. Er lag 1869, im Sterbejahr Belthles, nur noch bei 2434 Talern. Als Ursache werden drei Gründe angeführt: Belthles lange Lungenkrankheit, an der er schließlich verstarb, ehelich Probleme und das Festhalten an den Kellner’schen Entwürfen während die technischen Möglichkeiten und damit der Markt sich weiterentwickelten. So war Belthle im Gegensatz zu Mitbewerbern nicht bereit, das von Georg Oberhäuser entwickelte Hufeisenstativ zu übernehmen, so dass sich die Konkurrenz durch dessen Nachfolger Edmund Hartnack zunehmend auswirkte.